# 種村完司
種村 完司（たねむら　かんじ、1946年-　）は、日本の哲学者、鹿児島大学名誉教授。鹿児島大学副学長、鹿児島県立短期大学学長、日本哲学会評議員などを務めた。

## 人物・経歴
名古屋市生まれ。1969年京都大学文学部哲学科卒、75年同大学院博士課程満期退学。96年「知覚のリアリズム 現象主義・相対主義を超えて」で一橋大学博士（社会学）。審査員は島崎隆、岩佐茂、古茂田宏。
1977年鹿児島大学講師、77年助教授、88年教授、2003年鹿児島大副学長、2010年鹿児島大を定年退任、名誉教授、鹿児島県立短期大学学長。2011年日本哲学会評議員。

## 著書
- 『知覚のリアリズム 現象主義・相対主義を超えて』勁草書房 1994
- 『心-身のリアリズム』青木書店 シリーズ現代批判の哲学 1998
- 『コミュニケーションと関係の倫理』青木書店 2007

共著
- 『「豊かな日本」の病理 生活と文化のフィロソフィー』河野勝彦,太田直道,尾関周二,亀山純生共著 青木書店 1991

## 論文
- Cinii

## 注
1. ↑  『心-身のリアリズム』著者紹介
2. 1 2  鹿児島県立短期大学
3. ↑  「博士論文要旨および審査要旨(種村完司・渡辺孝次・張英莉・岳希明・吉原直毅)」